# Coppa del Mondo maschile di pallavolo 1985
La quinta edizione della Coppa del Mondo di pallavolo maschile si è tenuta in Giappone dal 22 novembre al 1º dicembre del 1985.

## Primo turno
| Cecoslovacchia   | - | Egitto        | 3 - 1 |
| Unione Sovietica | - | Corea del Sud | 3 - 0 |
| Stati Uniti      | - | Brasile       | 3 - 0 |
| Giappone         | - | Argentina     | 3 - 0 |

Disputatosi a Osaka.

## Secondo turno
| Stati Uniti    | - | Unione Sovietica | 3 - 2 |
| Argentina      | - | Egitto           | 3 - 0 |
| Brasile        | - | Corea del Sud    | 3 - 0 |
| Cecoslovacchia | - | Giappone         | 3 - 0 |

Disputatosi a Osaka.

## Terzo turno
| Argentina        | - | Cecoslovacchia | 3 - 1 |
| Stati Uniti      | - | Corea del Sud  | 3 - 0 |
| Unione Sovietica | - | Brasile        | 3 - 2 |
| Giappone         | - | Egitto         | 3 - 0 |

Disputatosi a Osaka.

## Quarto turno
| Unione Sovietica | - | Egitto        | 3 - 0 |
| Stati Uniti      | - | Argentina     | 3 - 2 |
| Cecoslovacchia   | - | Corea del Sud | 3 - 1 |
| Brasile          | - | Giappone      | 3 - 1 |

Disputatosi a Nagoya e Hiroshima.

## Quinto turno
| Unione Sovietica | - | Argentina | 3 - 0 |
| Stati Uniti      | - | Egitto    | 3 - 0 |
| Cecoslovacchia   | - | Brasile   | 3 - 2 |
| Corea del Sud    | - | Giappone  | 3 - 2 |

Disputatosi a Nagoya e Hiroshima.

## Sesto turno
| Stati Uniti    | - | Giappone         | 3 - 0 |
| Cecoslovacchia | - | Unione Sovietica | 3 - 1 |
| Brasile        | - | Argentina        | 3 - 0 |
| Corea del Sud  | - | Egitto           | 3 - 0 |

Disputatosi a Tokyo.

## Settimo turno
| Stati Uniti      | - | Cecoslovacchia | 3 - 0 |
| Argentina        | - | Corea del Sud  | 3 - 1 |
| Brasile          | - | Egitto         | 3 - 0 |
| Unione Sovietica | - | Giappone       | 3 - 0 |

Disputatosi a Tokyo.

## Classifica finale
| posiz | squadra          | G | W | P | Sv | Sp | Pts |
| ----- | ---------------- | - | - | - | -- | -- | --- |
| 1     | Stati Uniti      | 7 | 7 | 0 | 21 | 4  | 14  |
| 2     | Unione Sovietica | 7 | 5 | 2 | 18 | 8  | 10  |
| 3     | Cecoslovacchia   | 7 | 5 | 2 | 16 | 11 | 10  |
| 4     | Brasile          | 7 | 4 | 3 | 16 | 10 | 8   |
| 5     | Argentina        | 7 | 3 | 4 | 11 | 14 | 6   |
| 6     | Giappone         | 7 | 2 | 5 | 9  | 15 | 4   |
| 7     | Corea del Sud    | 7 | 2 | 5 | 8  | 17 | 4   |
| 8     | Egitto           | 7 | 0 | 7 | 1  | 21 | 0   |

| Campione Coppa del Mondo 1985 |
| ----------------------------- |
| Stati Uniti 1º titolo         |